# Monshu
Le monshu (門主), ou « gardien de la porte », est un terme parfois utilisé dans le bouddhisme japonais pour désigner le responsable d'un monastère, comme dans le cas du bouddhisme jōdo-shū et Tendai. Toutefois, dans le cas du Nishi Hongan-ji sous-secte du bouddhisme jōdo shinshū, il se réfère au chef spirituel de la secte, et descendant direct de son fondateur Shinran.

## Jōdo Shinshū
Le monshu dans le bouddhisme jōdo shinshū est le gardien du mausolée de Shinran ainsi que le chef de la secte. Il apparaît quand la plus jeune fille de Shinran, Kakushinni, installe son fils pour être le gardien de la petite chapelle qui conserve l'image et les cendres de Shinran à Ōtani (Kyoto). 
Avec le temps, la petite chapelle s'agrandit pour devenir ce qui est maintenant les temples Hongan-ji (est et ouest) à Kyoto, au Japon. Lorsque le temple se scinde en deux temples, le temple de l'Ouest, ou Nishi Hongan-ji continue à utiliser le terme monshu, tandis que le temple de l'Est, ou Higashi Hongan-ji adopte progressivement le terme hossu.
Dans la lignée des descendants monshu remarquables, citons : 
- Kakunyo Shōnin (1270–1351), 3e monshu, le premier à affirmer l'autorité du Hongan-ji.
- Rennyo Shōnin (1415–1499), 8e monshu, surnommé le « Grand Réformateur ».
- Kyōnyo Shōnin (1558–1614), 12e monshu, supervise la scission du temple Hongan-ji et fonde le Temple de l'Est, tandis que son frère cadet, Junnyo Shōnin, prend en charge l'administration du Temple de l'Ouest.
- Junnyo Shōnin (1577–1630), 12e monshu du Nishi Hongan-ji, construit le Tsukiji Hongan-ji à Tokyo.
- Shōnyo Shōnin (1911–2002), 23e monshu du Nishi Hongan-ji, remarquable pour ses efforts pour aider à répandre les enseignements jōdo shinshu à l'étranger.
- Sokunyo Shōnin (Ōtani Kōshin, né en 1945). Le 6 juin 2014, il a cédé sa place à son fils, Sennyo Shōnin

Au moment où ce texte est rédigé, le 25e et actuel monshu du Nishi Hongan-ji est donc Sennyo Shōnin (Ōtani Kōjun, né en 1977).

## Source de la traduction
- (en) Cet article est partiellement ou en totalité issu de l’article de Wikipédia en anglais intitulé « Monshu » (voir la liste des auteurs).